# Partido Bareun
El Partido Bareun (en hangul, 바른정당; en hanja, 바른政黨; romanización revisada, Bareunjeongdang; literalmente, «Partido Político Justo») fue un partido político de centroderecha de Corea del Sur, el 27 de diciembre de 2016 con la deserción de 29 diputados anti-Park Geun-hye del Partido Saenuri. Fue conocido como el Nuevo Partido Conservador por la Reforma hasta el 8 de enero de 2017.

## Historia
El partido se creó cuando surgió una facción en el Partido Saenuri (actual Partido Libertad de Corea) que tenía grupos pro y anti-Park Geun-hye. El partido inició como un grupo parlamentario del Saenuri en diciembre de 2016 y en partido en enero de 2017.

### Surgimiento
En enero de 2018 el líder del partido junto con el líder del Partido del Pueblo, Ahn Cheol-soo, anunció planes para unir los dos partidos, para prepararse para las elecciones locales de junio del mismo año.
Los miembros de ambos partidos mencionaron sus diferencias en ideología y política, particularmente sus puntos de vista sobre Corea del Norte. Sin embargo, el partido aprobó los planes de unión el 5 de febrero de 2018. Se esperaba que el proceso de fusión terminara el 13 de febrero.

## Deserciones
Durante su existencia el partido sufrió deserciones.

### 2017
En abril el partido perdió unos 14 diputados.
En mayo, una semana antes de las elecciones presidenciales, 13 diputados afiliados al Partido Bareun anunciaron su decisión de desertar de dicho partido y regresaron al Partido Libertad de Corea. La decisión tuvo lugar después que el candidato presidencial de Bareun, Yoo Seong-min, descartó fuerzas con Hong Joon-pyo y Ahn Cheol-soo del PP y participó como único candidato presidencial. La deserción dejó al partido con 19 escaños en la Asamblea Nacional, 1 menos de los 20 requeridos para que un partido político sea reconocido como grupo.
En noviembre, 8 diputados desertaron y reingreson al Partido Libertad de Corea. Ellos posteriormente fueron integrados por el líder de base del partido, Joo Ho-young.

### 2018
El 9 de enero de 2018, el diputado Kim Se-yeon, el gobernador de la provincia de Gyeonggi,  Nam Kyung-pil, y el diputado Park In-sook desertaron del partido y se reintegraron al Partido Libertad de Corea; finalmente el 13 de febrero el partido se disolvió para fundarse el Partido Bareunmirae.

## Resultados electorales
| Elecciones | Candidato     | Total de votos | Porcentaje | Resultado    |
| ---------- | ------------- | -------------- | ---------- | ------------ |
| 2017       | Yoo Seung-min | 2,208,771      | 6.76%      | Derrotado No |